# Callejón Santa Clara
Callejón Santa Clara är en ort i Mexiko.   Den ligger i kommunen Tantoyuca och delstaten Veracruz, i den sydöstra delen av landet, 230 km nordost om huvudstaden Mexico City. Callejón Santa Clara ligger 130 meter över havet och antalet invånare är 676.
Terrängen runt Callejón Santa Clara är platt. Runt Callejón Santa Clara är det ganska tätbefolkat, med 72 invånare per kvadratkilometer. Närmaste större samhälle är Tantoyuca, 12,9 km nordväst om Callejón Santa Clara. Trakten runt Callejón Santa Clara består till största delen av jordbruksmark.